# 대한기술사회
대한기술사회(大韓技術師會 ; PESK)는 국가기술자격인 기술사들이 모여 국가산업발전과 사회에 기여하기 위하여 설립된 사단법인이다. 서울특별시 강남구 테레란로7길22 한국과학기술회관1관 712호 에 소재하고 있다.

## 설립 근거
- 기술사법[4]

## 연혁
- 2002년 3월 21일 '기술사 위상정립을 위한 기술사 모임' 결성
- 2002년 11월 22일 대한기술사회 창립총회 및 초대 고영회 회장 취임
- 2003년 2월 27일 사단법인 대한기술사회 설립인가 (과학기술부)[5]
- 2003년 3월 21일 대한기술사회 법인 등록
- 2004년 2월 14일  2대 김낙응 회장 취임
- 2007년 2월 24일  3대 이송규 회장 취임
- 2009년 2월 28일  4대 이송규 회장 취임
- 2011년 2월 24일  5대 고영회 회장 취임
- 2013년 2월 22일  6대 서동욱 회장 취임
- 2015년 3월 1일  7대 홍상록 회장 취임
- 2016년 6월 1일  8대 조병남 회장 취임
- 2017년 3월 1일  9대 최재규 회장 취임
- 2019년 3월 1일 10대 백종건 회장 취임
- 2021년 3월 1일 11대 백종건 회장 취임
- 2023년 3월 1일 12대 정종민 회장 취임
- 2025년 3월 1일 13대 정종민 회장 취임

## 주요 업무
- 기술향상에 관한 조사·연구
- 산업기술 지도 및 정보교환
- 기술사의 직무개발과 자질향상을 위한 교육
- 기술사의 품위 보전
- 기술사의 복지 증진 및 권익 옹호
- 과학기술정보통신부 장관이 위탁하는 업무
- 그 밖에 제1호부터 제6호까지의 업무에 부대되는 업무로서 정관으로 정하는 업무

## 조직

### 이사
- 윤리위원회
- 제도발전위원회
- 홍보위원회
- 추천인증위원회
- 기획위원회
- 부문회 및 지회

## 소속기관
- 교육원

## 지회
- 강원지회
- 대전·충남북지회
- 광주·전남북지회
- 대구·경남북지회
- 부산·울산지회

## 같이 보기
- 한국기술사회